# Lestocq Robert Erskine
Lestocq Robert Erskine (* 6. September 1857 in Edinburgh; † 29. Mai 1916 in Llandrindod Wells, Wales) war ein schottischer Tennisspieler.
Erskine nahm von 1877 bis 1879 an den ersten Wimbledon Championships teil. 1878 erreichte er dort das Finale des All-Comers-Wettbewerbs, unterlag allerdings dem späteren Sieger Frank Hadow. Im Doppel gewann er 1879 an der Seite von Herbert Lawford die englischen Meisterschaften an der Oxford University.

## Doppeltitel
| Nr. | Jahr | Turnier                            | Partner         | Finalgegner                   | Endergebnis                       |
| --- | ---- | ---------------------------------- | --------------- | ----------------------------- | --------------------------------- |
| 1.  | 1879 | All England Championships (Oxford) | Herbert Lawford | George Ernest Tabor F. Durant | 4:6, 6:4, 6:5, 6:2, 3:6, 5:6, 7:5 |